# Chrysocraspeda subangulata
Chrysocraspeda subangulata là một loài bướm đêm trong họ Geometridae.